# Nagyhalász
Nagyhalász é uma cidade da Hungria, situada no condado de Szabolcs-Szatmár-Bereg. Tem 44,31 km² de área e sua população em 2019 foi estimada em 5.676 habitantes.